# 笠井佳祐
笠井 佳祐（かさい けいすけ、2002年8月30日 - ）は、千葉県出身のプロサッカー選手。Jリーグ・アルビレックス新潟所属。ポジションはミッドフィールダー（MF）。

## 来歴
2024年4月に2025シーズンのアルビレックス新潟への新規加入内定および2024年のJFA・Jリーグ特別指定選手への認定が発表された。同年の全日本大学選手権ではFWでプレーし得点王となった。
2025年、アルビレックス新潟に正式加入した。

## 所属クラブ
- 中野木FC
- VIVAIO船橋SC
- 関東第一高等学校
- 桐蔭横浜大学
  - 2024年  アルビレックス新潟（特別指定選手）
- 2025年 - アルビレックス新潟

## 個人成績
| 国内大会個人成績 | 国内大会個人成績 | 国内大会個人成績 | 国内大会個人成績 | 国内大会個人成績 | 国内大会個人成績 | 国内大会個人成績 | 国内大会個人成績 | 国内大会個人成績 | 国内大会個人成績 | 国内大会個人成績 | 国内大会個人成績 |
| 年度             | クラブ           | 背番号           | リーグ           | リーグ戦         | リーグ戦         | リーグ杯         | リーグ杯         | オープン杯       | オープン杯       | 期間通算         | 期間通算         |
| 年度             | クラブ           | 背番号           | リーグ           | 出場             | 得点             | 出場             | 得点             | 出場             | 得点             | 出場             | 得点             |
| 日本             | 日本             | 日本             | 日本             | リーグ戦         | リーグ戦         | リーグ杯         | リーグ杯         | 天皇杯           | 天皇杯           | 期間通算         | 期間通算         |
| ---------------- | ---------------- | ---------------- | ---------------- | ---------------- | ---------------- | ---------------- | ---------------- | ---------------- | ---------------- | ---------------- | ---------------- |
| 2022             | 桐蔭横浜大学     | 7                | 他               | -                | -                | -                | -                | 2                | 0                | 2                | 0                |
| 2024             | 新潟             | 46               | J1               | 0                | 0                | 1                | 0                | 0                | 0                | 1                | 0                |
| 2025             | 新潟             | 46               | J1               |                  |                  |                  |                  |                  |                  |                  |                  |
| 通算             | 日本             | 日本             | J1               | 0                | 0                | 1                | 0                | 0                | 0                | 1                | 0                |
| 通算             | 日本             | 日本             | 他               | -                | -                | -                | -                | 2                | 0                | 2                | 0                |
| 総通算           | 総通算           | 総通算           | 総通算           | 0                | 0                | 1                | 0                | 2                | 0                | 3                | 0                |

- 2024年は特別指定選手

出場歴
- 公式戦初出場 - 2024年5月22日 YBCルヴァンカップ 1stラウンド3回戦 ブラウブリッツ秋田戦（ソユースタジアム）
- 公式戦初得点 - 2025年4月9日 YBCルヴァンカップ 1stラウンド2回戦 松本山雅FC戦（サンプロ アルウィン）
- Jリーグ初出場 - 2025年3月29日 J1 第7節 ガンバ大阪戦（デンカビッグスワンスタジアム）
- Jリーグ初得点 - 2025年5月3日 J1 第14節 FC東京戦（デンカビッグスワンスタジアム）

## タイトル

### 個人
- 全日本大学サッカー選手権大会・得点王（2024年）